# Circassië

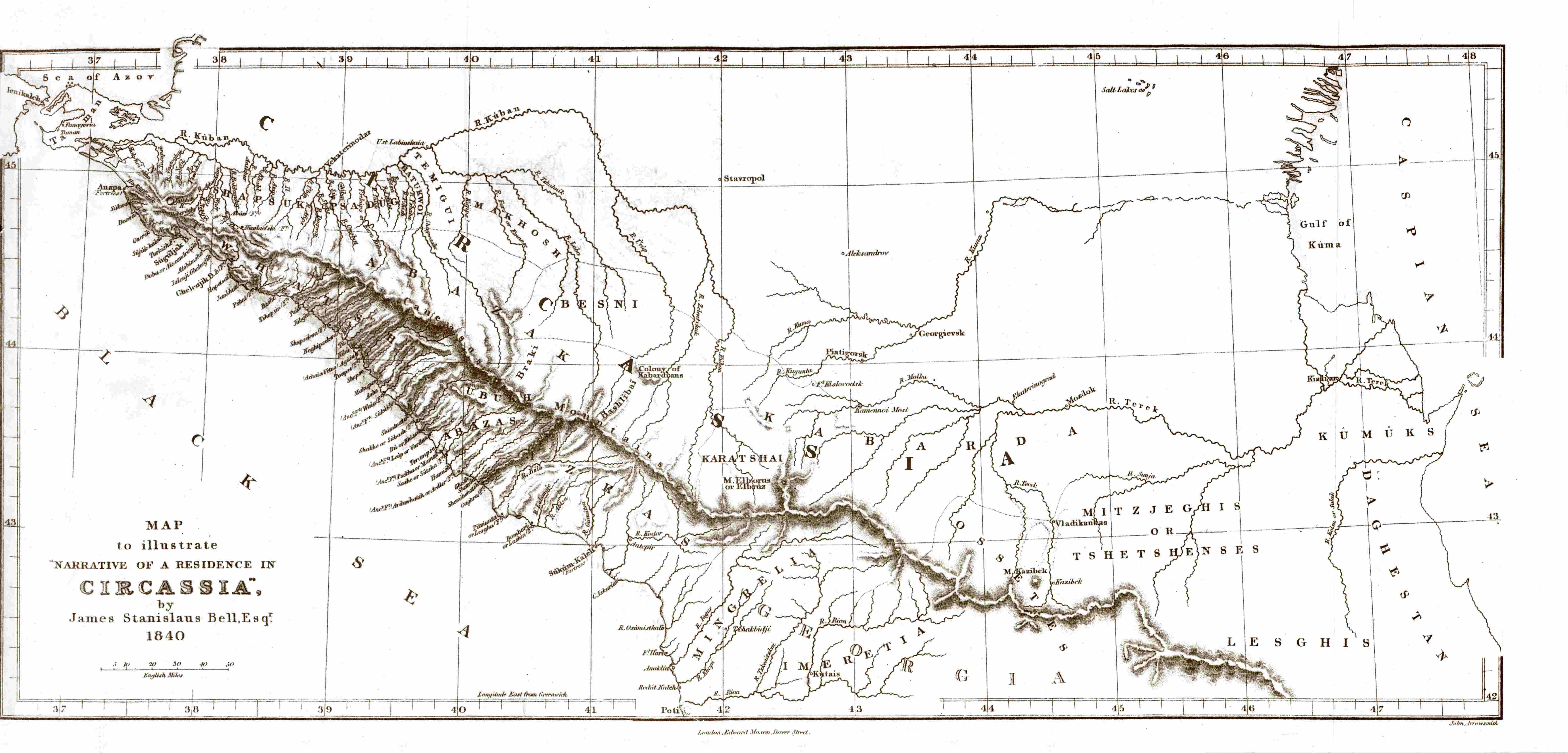
Circassië in 1840 op een Engelse kaart

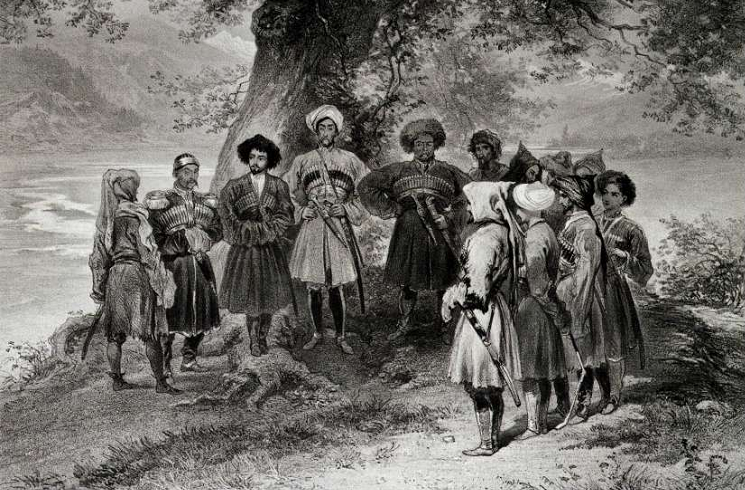
Conferentie van Circassische vorsten 1839-1840 (Grigori Gagarin, 1847)

Circassië of Tsjerkessië is een regio in de Kaukasus, die een historische en (wat betreft Tsjerkessië) ook een moderne betekenis heeft.

## Historisch Circassië of Tsjerkessië
Historisch gezien omvatte het de kuststroken en het grootste deel van de binnenlanden van de huidige Russische kraj Krasnodar en de aangrenzende berggebieden van de noordelijke Kaukasus.
Het historische gebied werd vernoemd naar de Russische aanduiding voor de (berg)bewoners van het gebied; Circassiërs (of Tsjerkessen). Deze duiden zichzelf aan als Adygeeërs, een benaming die later ook bij de Russen in gebruik kwam. De term is verwarrend, omdat het in verschillende talen en tijden verschillende, elkaar overlappende definities heeft en had. De Circassiërs of Adygeërs in ruime zin vormen nog maar een minderheid in het gebied, en omvatten naast de Adygeeërs in nauwe zin onder andere ook de huidige Tsjerkessen in Karatsjaj-Tsjerkessië en de Kabardijnen in Kabardië-Balkarië. In de autonome republiek Adygea (die geheel wordt omsloten door de kraj Krasnodar) woont het merendeel van de Adygeeërs in nauwe zin, ook al vormen ze daar slechts een kwart van de bevolking.

## Huidig Tsjerkessië
Tegenwoordig wordt de aanduiding "Tsjerkessië" alleen nog gebruikt voor een deel van de Russische autonome republiek Karatsjaj-Tsjerkessië. De huidige door onder andere de Tsjerkessen bewoonde regio grenst aan Abchazië in het zuiden en de etnische gebieden van de Karatsjajs in het oosten.